# Срамна въшка
Срамната въшка, още полова въшка (Pthirus pubis), е вид насекомо, ектопаразит при хората, вредител на гениталиите, хранеща се само с кръв. Обикновено се настанява в срамното окосмяване на човека, и въпреки че не може да скача, тя може да живее и по други части на тялото, покрити с грубо окосмяване, като например миглите.
Хората са единствените познати гостоприемници на срамните въшки, въпреки че близкият вид Pthirus gorillae заразява популациите на горилите.

## Описание
Една възрастна срамна въшка има дължина около 1,3 – 2 mm, малко по-малка от главовата въшка (Pediculus humanus capitis) и телесната въшка (Pediculus humanus humanus), и може да се разграничи от тези други видове с почти кръглото си тяло. Друга отличителна особеност е, че втората и третата двойка предни крака са много по-дебели от останалите и имат големи нокти, приспособени за захващане на насекомото към космите, докато първата двойка се използва за прикрепване към кожата по време на засмукване на кръвта.
На главата са ясно видими чифт очи и чифт антени. Челюстите в устата са приспособени да пробиват кожата и да изсмукват кръвта.
Мъжките са по-малки от женските.
Яйцата на срамните въшки имат овална форма и са с дължина около 0,8 mm. Непосредствено след полагането на яйцата, те са лъскави, кръгли и прозрачни. Възрастните обикновено имат сиво-бяло оцветяване и за известно време стават червеникаво-кафяви, след като започнат да поглъщат кръв.

## Жизнен цикъл
Яйцата на срамните въшки обикновено се полагат върху грубите косми на гениталните и перианалните области на човешкото тяло. Те също могат да бъдат намерени по други части на тялото, имащи грубо и относително слабо окосмяване, като например брадата, мустаците, миглите, веждите, гърдите и подмишниците. Обикновено не се срещат върху по-фините косми на скалпа.
Женската срамна въшка снася около три яйца на ден в основата на косъма. Яйцата се излюпват за около 6 – 8 дена, след което отнема от 10 до 17 дни на гнидата да се развие до възрастен индивид и да започне да се размножава. Възрастните срамни въшки живеят около един месец. За това време една женска може да снесе над 100 яйца.
Срамните въшки се хранят изключително и само с кръв, от 4 до 5 пъти дневно.

## Заразяване
Основният симптом на заразяване със срамни въшки е сърбеж, обикновено в областта на срамното окосмяване, в резултат на свръхчувствителност към слюнката на въшките, която може да стане по-силна в продължение на две или повече седмици след първоначалното заразяване. Също така кожата в тази област може да се зачерви и възпали, поради разчесване. Тези симптоми водят до повишено кръвообращение и създават богата на кръв среда за срамните въшки.
Заразяването със срамни въшки е докладвано по целия свят и се среща във всички раси и етнически групи. Световното разпространение на срамните въшки за 2009 г. се оценява на 2% от човешката популация, но точните стойности са трудни за преценка, тъй като в много от случаите заболяването не се докладва или се лекува самостоятелно или дискретно от лекарите.
Срамните въшки заразяват нов гостоприемник основно при тесен контакт между индивиди, обикновено чрез сексуален контакт. Възрастните хора се заразяват по-често от колкото децата. Несексуални предавания могат да възникнат между членове на семейството и между съквартиранти, чрез използването на общи кърпи, дрехи, легла или килери. Срамните въшки могат да оцелеят за кратко време, ако са далеч от благоприятните условия на топлината и влажността на човешкото тяло. Ако една възрастна срамна въшка е принудена да напусне гостоприемника си, тя ще умре без кръвоснабдяване в рамките на 24 – 48 часа.
Предполага се, че нарастващия процент на хората, отстраняващи срамното си окосмяване, е довело до намаляване на популациите на срамни въшки в някои части на света.
Една срамна въшка може да измине до 25 cm по тялото.

### Лечение
За лечение може да се използват различни кремове, шампоани и лосиони, съдържащи бензен хексахлорид или перметрин. Алтернативна или допълваща терапия е да се обръсне засегнатото окосмяване. В допълнение, дрехите и завивките трябва да се измият при най-малко 60 градуса. Облекло, което не може да се измие при висока температура, трябва да се съхранява отделно в плътно затворена пластмасова торба в продължение на 14 дена. В резултат на това, срамните въшки и техните потомци, излюпени от гнидите, остават гладни и умират. След това дрехите могат да се измият дори при по-ниски температури.